# Not Without My Daughter
Not Without My Daughter (No sin mi hija en España, No me iré sin mi hija en Hispanoamérica) es una película estadounidense basada en la historia real de Betty Mahmoody y su hija, que tratan de huir de su marido en Irán. Sus protagonistas son Sally Field y Alfred Molina, y el guion es una adaptación del libro de título homónimo escrito por la propia Betty.

## Sinopsis
La película comienza con una feliz familia de Míchigan formada por Betty, Moody y Mahtob. Tras varios años casada con el doctor iraní Sayyed Bozorg 'Moody' Mahmoody, éste convence a su esposa Betty para que vayan de visita con su hija Mahtob (de cuatro años de edad) a ver a su familia en Teherán durante dos semanas. A pesar de que Betty no está contenta con la idea, Moody la convence afirmando que podrán marcharse cuando quieran, por lo que finalmente aceptan. Una vez llegan a Irán, ella debe llevar un velo negro y descubre que la familia de Moody son chiíes devotos y muy disgustados con la americanización de su hija Mahtob. Por lo tanto, Betty deberá hallar la manera de escapar y llevarse a su hija a su país de origen, y a medida que avanza la historia, madre e hija empezarán a ganarse nuevos aliados dispuestos a ayudarlas.

## Reparto
- Sally Field como Betty Mahmoody.
- Alfred Molina como Sayed Borzog "Moody" Mahmoody.
- Sheila Rosenthal como Mahtob Mahmoody.
- Roshan Seth como Houssein.
- Sarah Badel como Nicole.
- Mony Rey como Ameh Bozorg.
- Georges Corraface como Mohsen.

## Controversia
El gobierno de Irán ha criticado con dureza tanto el libro como la película, ya que consideran que no refleja la realidad sobre los derechos de las mujeres en su país.
En 2003, los finlandeses Kari Tervo y Alexis Kouros estrenaron el documental Without My Daughter (Sin mi hija), que muestra la historia desde el punto de vista del padre, Sayyed Bozorg Mahmoody. En el mismo, Moody revela que no ha podido ponerse en contacto con Mahtob desde que Betty y ésta abandonaron Irán, y está acompañado de otros testimonios de familiares y residentes estadounidenses que critican la visión que Betty mostraba del país. Sin embargo, a Mahtob Mahmoody, según sus propias palabras, le fue muy difícil perdonar a su padre, optando por no volver a ver ni a hablar con él debido a que nunca pudo superar el miedo que le tenía.

## Curiosidades
- Los exteriores fueron rodados en Estados Unidos e Israel.
- Mahtob Mahmoody, hija de Betty Mahmoody, también escribió su experiencia de vida en Irán en el libro Vers la liberté.[4]
- Aunque la película data de 1990, en Estados Unidos se estrenó durante la Guerra del Golfo el 11 de enero de 1991.